# Кудины
Кудины (бел. Ку́дзіны) — деревня в Городокском районе Витебской области Белоруссии. Входит в состав Езерищенского сельсовета, ранее входила в состав Руднянского сельсовета.

## География
Находится в 10 км к северо-западу от деревни Рудня на берегу речки Огнеш.

## Достопримечательность
- Памятник погибшим землякам. Установлена стела.